# Корчаны (Ленинградская область)
Корча́ны — деревня в Бегуницком сельском поселении Волосовского района Ленинградской области.

## История
Впервые упоминается в Писцовой книге Водской пятины 1500 года как село Корчано в Григорьевском Льешском погосте.
Затем как деревня Kartzana by в Григорьевском погосте в шведских «Писцовых книгах Ижорской земли» 1618—1623 годов.
На карте Ингерманландии А. И. Бергенгейма, составленной по шведским материалам 1676 года, она обозначена как деревня Kortsana.
На шведской «Генеральной карте провинции Ингерманландии» 1704 года — как Kortsana.
Как деревня Кортсана она обозначена на «Географическом чертеже Ижорской земли» Адриана Шонбека 1705 года.
В 1736 году императрица Анна Иоанновна пожаловала генерал-аншефу Василию Федоровичу Салтыкову мызу Домашово с несколькими деревнями, среди которых были и Корчаны, которые после унаследовал его сын, Сергей Васильевич Салтыков.
В 1771 году мызу Домашово приобрёл разбогатевший придворный банкир, барон Иван Юрьевич Фридрикс.
Деревня Карчаново упоминается на карте Санкт-Петербургской губернии Я. Ф. Шмидта 1770 года.

КОРЧАНЫ — село, принадлежит: баронессе Анне Ивановне Фридрихс, число жителей по ревизии: 159 м. п., 179 ж. п.

майорше Овсянниковой, число жителей по ревизии: 60 м. п., 85 ж. п. (1838 год)

Согласно карте Ф. Ф. Шуберта в 1844 году деревня называлась Бол. Карчана и насчитывала 76 крестьянских дворов.

КОРЧАНЫ — деревня подполковницы Овсянниковой, по почтовой дороге, число дворов 30, число душ 78 м. п. (1856 год)

БОЛЬШИЕ КОРЧАНЫ — деревня, число жителей по X-ой ревизии 1857 года: 127 м. п., 156 ж. п., всего 283 чел.

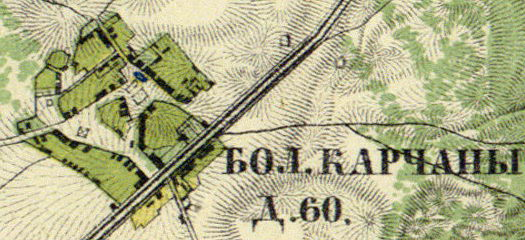
План деревни Большие Корчаны. 1860 год

Согласно «Топографической карте частей Санкт-Петербургской и Выборгской губерний» в 1860 году деревня называлась Большие Карчаны и насчитывала 60 дворов.

НИКОЛЬСКОЕ (КОРЧАНЫ) — мыза владельческая при колодце, число дворов — 1, число жителей: 4 м. п., 6 ж. п.

КОРЧАНЫ (БОЛЬШИЕ КОРЧАНЫ) — деревня владельческая при колодце, число дворов — 60, число жителей: 182 м. п., 199 ж. п.; Часовня. (1862 год)

В 1873 году временнообязанные крестьяне деревень Большие и Малые Корчаны выкупили свои земельные наделы у М. И. Овсянниковой, О. П. Поливановой и баронов Н. П. и М. П. Фредериксов и стали собственниками земли.

БОЛЬШИЕ КОРЧАНЫ — деревня, по земской переписи 1882 года: семей — 79, в них 209 м. п., 220 ж. п., всего 429 чел.

Согласно материалам по статистике народного хозяйства Ямбургского уезда 1887 года мыза Корчаны площадью 174 десятины принадлежала цеховому мастеру из Везенберга А. И. Росману, мыза была приобретена в 1884 году за 4700 рублей.

БОЛЬШИЕ КОРЧАНЫ — деревня, число хозяйств по земской переписи 1899 года — 76, число жителей: 180 м. п., 202 ж. п., всего 382 чел.; разряд крестьян: бывшие владельческие; народность: русская

В конце XIX — начале XX века деревня административно относилась к Княжевской волости 1-го стана Ямбургского уезда Санкт-Петербургской губернии.
По данным «Памятной книжки Санкт-Петербургской губернии» за 1905 год землями деревни Большие Корчаны площадью 278 десятин, владело «Общество крестьян деревни Большие Корчаны».
С 1917 по 1923 год деревня Большие Корчаны входила в состав Корчанского сельсовета Княжевско-Ильешской волости Кингисеппского уезда.
С 1923 года в составе Врудской волости.
Согласно переписи населения СССР 1926 года в деревне Корчаны Большие Корчанского сельсовета Врудской волости Кингисеппского уезда проживали 329 человек, все русские.
С 1927 года в составе Молосковицкого района.
С 1928 года в составе Ильешского сельсовета.

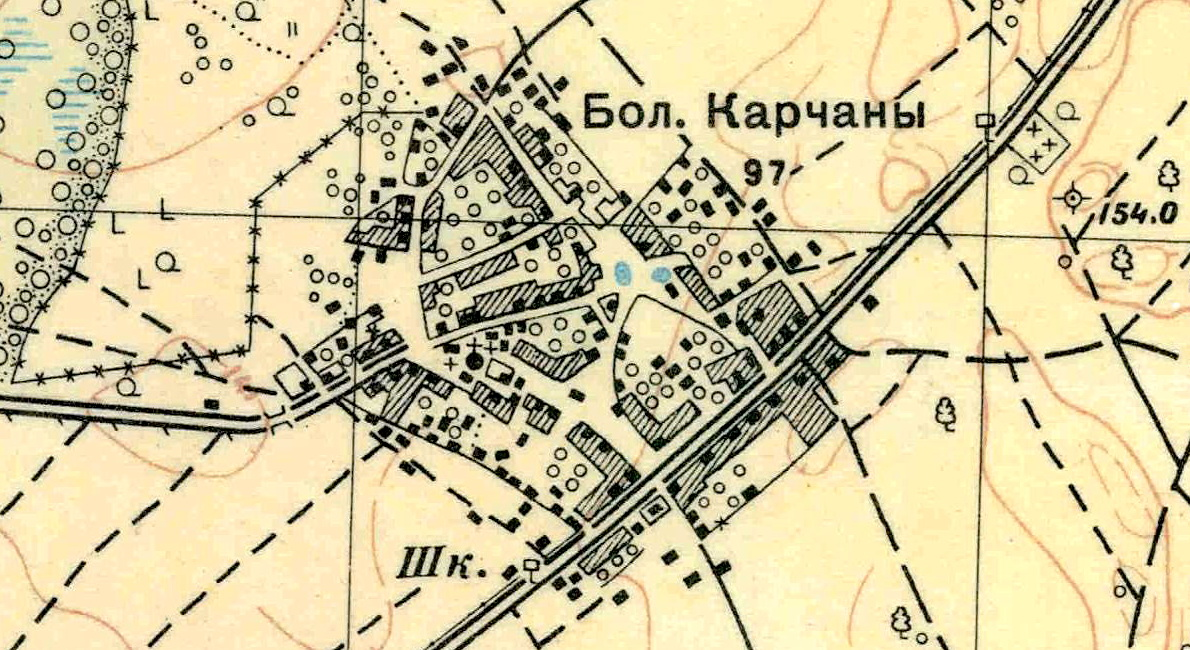
План деревни Большие Корчаны. 1930 год

Согласно топографической карте 1930 года деревня Большие Карчаны насчитывала 97 дворов, в ней находились часовня, школа и кладбище.
С 1931 года в составе Волосовского района.
По данным 1933 года деревня называлась Карчаны и входила в состав Ильешского сельсовета Волосовского района.
В августе 1941 года в деревне Большие Корчаны закрепилась отступавшая 2-я Ленинградская стрелковая дивизия народного ополчения, которой было приказано держать деревню любой ценой, чтобы не дать немцам приблизится к Ленинграду. После отступления Красной армии деревня находилась в германской оккупации по 1944 год.
С 1954 года в составе Чирковицкого сельсовета.
С 1963 года в составе Кингисеппского района.
С 1965 года вновь в составе Волосовского района. В 1965 году население деревни Большие Корчаны составляло 137 человек.
По данным 1966, 1973 и 1990 годов деревня Корчаны также находилась в составе Чирковицкого сельсовета.
В 1997 году в деревне проживали 29 человек, в 2002 году — 61 человек (русские — 79 %), деревня входила в состав Чирковицкой волости.
В 2007 году в деревне проживали 42, в 2010 году — 49 человек, деревня входила в состав Зимитицкого сельского поселения.
7 мая 2019 года деревня вошла в состав Бегуницкого сельского поселения.

## География
Деревня расположена в северо-западной части района на автодороге А180 (E 20) (Санкт-Петербург — Ивангород — граница с Эстонией) «Нарва».
Расстояние до административного центра поселения — 3 км.
Расстояние до железнодорожной станции Волосово — 34 км.

## Демография
| 1838 | 1857 | 1862 | 1882 | 1899 | 1965 | 1997 |
| ---- | ---- | ---- | ---- | ---- | ---- | ---- |
| 483  | ↘423 | ↘391 | ↘261 | ↗415 | ↘137 | ↘29  |
| 2002 | 2007 | 2010 | 2013 | 2017 |      |      |
| ↗61  | ↘42  | ↗49  | ↗54  | ↗64  |      |      |

### Национальный состав
Согласно данным Всероссийской переписи населения 2021 года в деревне проживали 38 человек, из них:
 русские — 36, белорусы — 1, таджики — 1 человек.

## Транспорт
Осуществляется автобусное сообщение по пригородным маршрутам:
- № 69 Кингисепп — Бегуницы
- № 69А Кингисепп — Зимитицы

Ближайшая железнодорожная станция — Молосковицы, расположенная на железнодорожной линии «Гатчина — Ивангород».

## Интересные факты
В 1961 году рабочий совхоза «Сельцо» на глубине около 3-х метров в песчаном карьере возле деревни Корчаны обнаружил кость мамонта.

## Фото

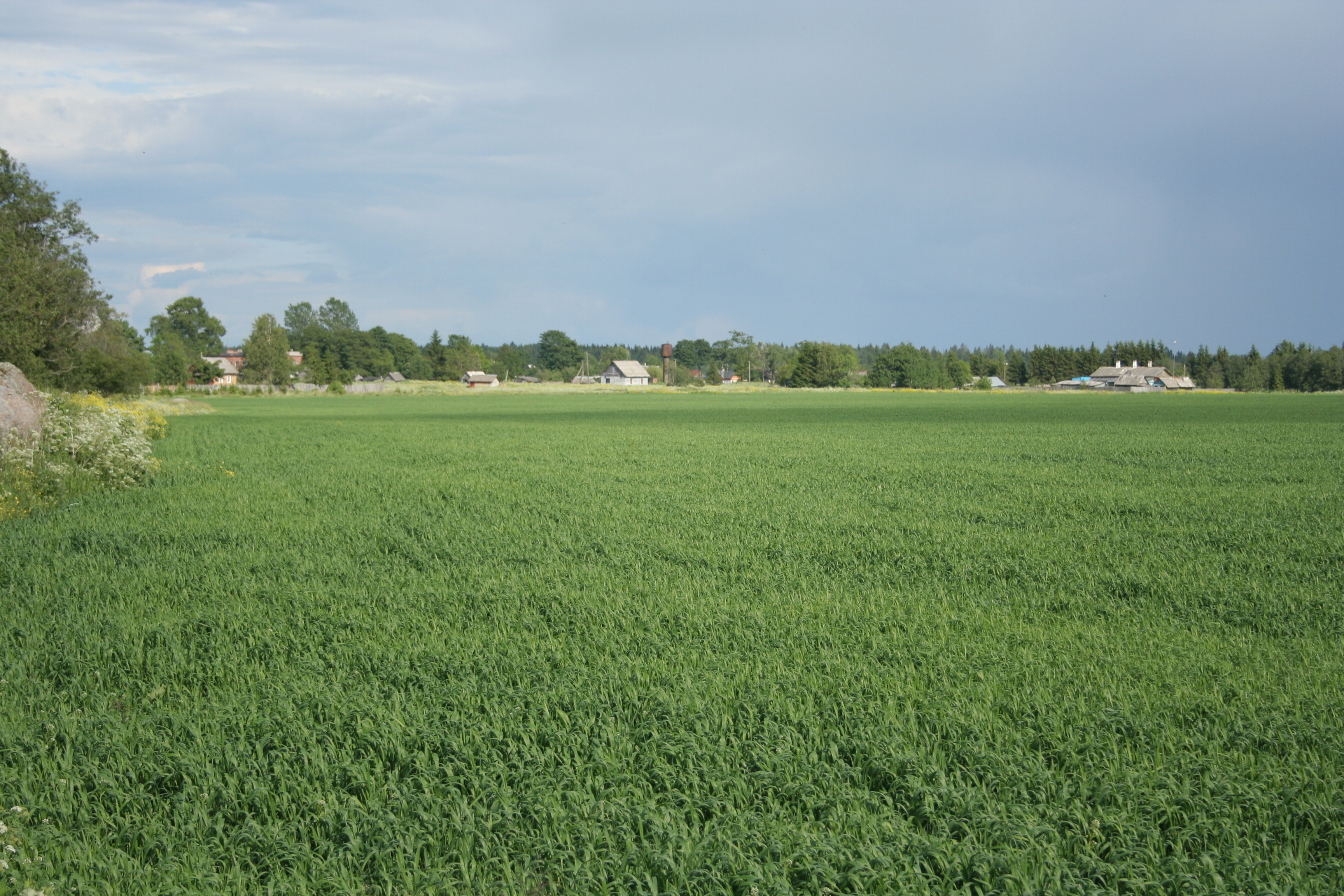
Вид на деревню Корчаны с поля

## Улицы
Солнечная.